# Czynniki elongacyjne

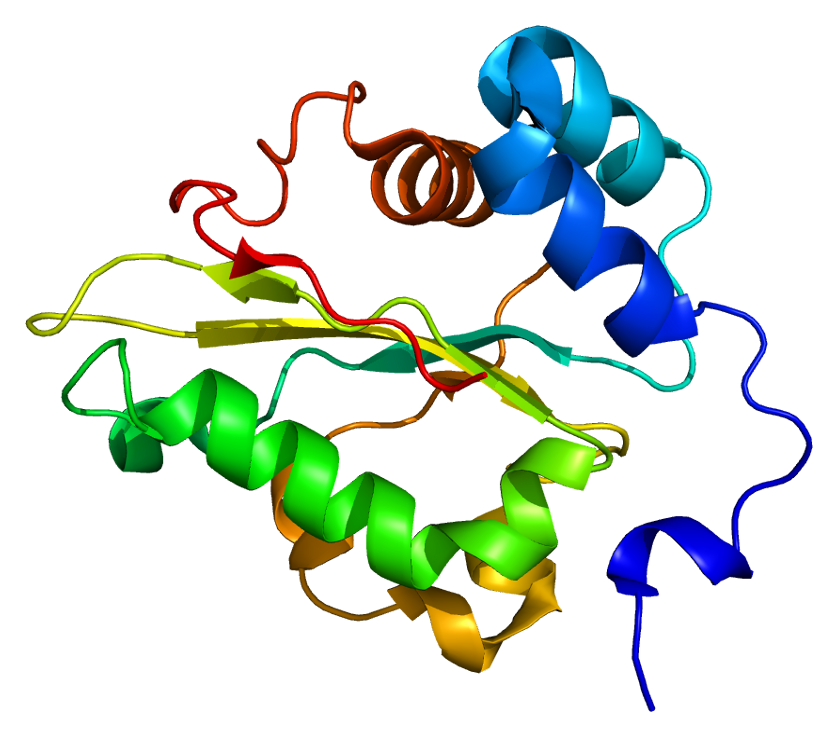
Czynnik elongacyjny eEF1, podjednostka G (PDB:1pbu).

Czynniki elongacyjne – białka odpowiedzialne za elongację (wydłużanie) syntezowanego łańcucha peptydowego poprzez tworzenie kolejnych wiązań peptydowych w procesie translacji. Na podstawie odczytywanej sekwencji mRNA (kodonów) wiążą odpowiednie kompleksy aminoacylo-tRNA z rybosomem, umożliwiając dobudowywanie kolejnych aminokwasów do syntezowanego białka.
U eukariontów wyróżnia się dwa czynniki elongacyjne:
- eEF1 odpowiada za wiązanie kompleksów aa-tRNA z rybosomem,
- eEF2 przesuwa nić mRNA wzdłuż rybosomu o jeden kodon po dołączeniu każdego aminokwasu do syntezowanego łańcucha[1].

| Bakteryjne | Eukariotyczne/archealne | Funkcja |
| --- | ----------------------- | --- |
| EF-Tu | eEF-1 podjednostka α    | pośredniczy w przemieszczeniu aminoacylo-tRNA do wolnego miejsca w rybosomie.                                                     |
| EF-Ts | eEF-1 podjednostka βγ   | służy jako czynnik wymiany nukleotydów guaninowych dla EF-Tu, katalizując uwolnienie GDP z EF-Tu.                                 |
| EF-G | eEF-2                   | katalizuje translokację tRNA i mRNA na końcu każdej rundy elongacji łańcucha polipeptydowego. Powoduje duże zmiany w konformacji. |
| EF-P | eIF5A                   | Prawdopodobnie stymuluje powstawanie wiązanie peptydowego.                                                                        |
| eIF5A, archealny i eukariotyczny homolog EF-P, został odkrtyty pod koniec lat 70. XX w. i uznany za czynnik inicjacji translacji (ang. eukaryotic translation initiation factor 5A-1, eIF5A), ale później został uznany również za czynnik elongacji. |                         | |